# Francesco Passalacqua
Francesco Passalacqua (Scalea, 1968) è un serial killer italiano, responsabile di quattro omicidi commessi in provincia di Cosenza tra il 1992 e il 1997. È l'unico serial killer italiano conosciuto della Calabria.

## Biografia
Nato a Scalea nel 1968, Passalacqua è terzo di sei fratelli e cresce in una famiglia contadina molto povera. La sua infanzia è turbata dalla morte violenta della madre e intorno ai vent'anni Passalacqua comincia ad accumulare i primi precedenti penali, come furto e lesioni: proprio a causa di questi precedenti non viene ammesso al servizio militare.

### Gli omicidi e l'arresto
Il 3 aprile 1992 Passalacqua compie il suo primo omicidio ai danni di Mario Montaspro, camionista 45enne che l'aveva invitato a pranzo. Mentre Montaspro dorme, con l'aiuto di un amico minorenne Passalacqua gli spacca la testa lasciando cadere sul suo cranio un blocco di cemento usato come base per ombrelloni. Mai catturato per quell'omicidio, Passalacqua continua a uccidere. Cinque anni dopo, il 16 marzo 1997, fece irruzione nella casa dell'agricoltore Salvatore Belmonte a Marcellina per rubare del denaro. Quando sentì Belmonte rientrare in casa, Passalacqua lo aggredì e lo uccise nel giardino sfondandogli la testa con un mattone trovato sul posto.
Un mese dopo, il 16 aprile, nelle campagne di Verbicaro, una donna trova il cadavere del marito Francesco Picarelli, pastore di 63 anni. Le indagini rivelano che a uccidere il pastore sono stati tre colpi di pistola calibro 7,65 alla testa. L'ultimo omicidio che sconvolge il piccolo comune di Verbicaro avviene il 28 aprile, e la vittima è il pastore Vito Michele Resia che viene ucciso con tre colpi di pistola al volto. Passalacqua, spinto da pulsioni selvagge, uccide le sue vittime per rubare i pochi averi contenuti nelle loro modeste case di campagna. Nel settembre 1997 viene arrestato per furto di animali, ma le indagini condotte dal capitano Roberto Fabiani conducono a Passalacqua come autore degli omicidi a Marcellina e a Verbicaro. Nella casa del padre vengono trovate pistole dello stesso calibro di quelle usate per uccidere Picarelli e Resia, inoltre anche il fatto che Passalacqua, da pregiudicato, girasse per quelle zone proprio in quei giorni peggiorò la sua posizione. Due mesi dopo l'arresto, pressato dal sostituto procuratore Francesco Greco, Passalacqua confessò tutti gli omicidi compreso quello di Mario Montaspro cinque anni prima.

### Processo e detenzione
La Corte d'Assise di Cosenza, nel maggio 2000, condannò Passalacqua all'ergastolo per i delitti del 1997 e a 24 anni per l'omicidio di Mario Montaspro. Nel 2021 il Tribunale di Sorveglianza di Genova gli concede la libertà vigilata per buona condotta, e Passalacqua trova alloggio in una comunità religiosa vicino a Vergato, in provincia di Bologna. La mattina del 4 gennaio 2024 aggredì a coltellate un agricoltore di 65 anni nella frazione di Tolè, dopo essere entrato in casa sua. I due fendenti al braccio e all'addome, fortunatamente, non uccisero l'uomo. Durante la colluttazione, l'agricoltore riuscì a strappare dal collo di Passalacqua una catena con un crocifisso, oggetto che gli inquirenti riconobbero come appartenente al "Killer della Calabria". Inoltre, l'uomo identificò il suo aggressore come Passalacqua vedendo una sua foto. Sebbene subito dopo l'arresto fosse in stato confusionale e non ricordasse nulla, Passalacqua ammise l'aggressione spontaneamente. Dopo il tentato omicidio, il "Killer della Calabria" è stato messo in stato di fermo e riportato immediatamente in carcere. 
Per il tentato omicidio dell'agricoltore, Passalacqua fu condannato a cinque anni di reclusione che attualmente sta scontando nel Carcere della Dozza a Bologna.